# Zapasy na Letnich Igrzyskach Olimpijskich 1936 – kategoria do 72 kg w stylu wolnym
Zmagania mężczyzn do 72 kg to jedna z siedmiu męskich konkurencji w zapasach w stylu wolnym rozgrywanych podczas Letnich Igrzysk Olimpijskich 1936. Pojedynki w tej kategorii wagowej odbyły się w dniach 2 – 5 sierpnia.
Punktacja opierała się na systemie "złych punktów karnych". Zwycięzca otrzymywał zero punktów za wygraną przez "tusz" (łopatki), a jeden za zwycięstwo decyzją trzech sędziów. Za porażkę na punkty zawodnik otrzymywał trzy punkty. Przegranie walki przez łopatki lub decyzją jednogłośną trzech sędziów skutkowało dwoma punktami karnymi. Za porażkę 1-2 przyznawano 2 punkty. Uzyskanie pięciu lub więcej punktów eliminowało zapaśnika z turnieju. 

## Klasyfikacja[1]
| Pozycja | Nazwisko         | Kraj              |
| ------- | ---------------- | ----------------- |
| 1       | Frank Lewis      | Stany Zjednoczone |
| 2       | Thure Andersson  | Szwecja           |
| 3       | Joe Schleimer    | Kanada            |
| 4       | Jean Jourlin     | Francja           |
| 5       | Willy Angst      | Szwajcaria        |
| 6       | Josef Paar       | III Rzesza        |
| 7       | John O’Hara      | Australia         |
| 7       | Julien Beke      | Belgia            |
| 7       | Hüseyin Erçetin  | Turcja            |
| 10      | Jaakko Pietilä   | Finlandia         |
| 10      | Kálmán Sóvári    | Węgry             |
| 12      | William Fox      | Wielka Brytania   |
| 13      | August Kukk      | Estonia           |
| 14      | Rashid Anwar     | Indie Brytyjskie  |
| 14      | Shōichi Masutomi | Japonia           |
| 14      | Alois Samec      | Czechosłowacja    |

## Wyniki

### Pierwsza runda[2]
| Zwycięzca       | Punkty karne | Wynik        | Przegrany        | Punkty karne |
| --------------- | ------------ | ------------ | ---------------- | ------------ |
| Josef Paar      | 1            | Decyzja, 2:1 | John O’Hara      | 2            |
| Thure Andersson | 0            | Łopatki      | Alois Samec      | 3            |
| Jaakko Pietilä  | 1            | Decyzja, 3:0 | Kálmán Sóvári    | 3            |
| Willy Angst     | 0            | Łopatki      | August Kukk      | 3            |
| Frank Lewis     | 0            | Łopatki      | Julien Beke      | 3            |
| Joe Schleimer   | 0            | Łopatki      | Rashid Anwar     | 3            |
| Jean Jourlin    | 1            | Decyzja, 2:1 | Hüseyin Erçetin  | 2            |
| William Fox     | 1            | Decyzja, 3:0 | Shōichi Masutomi | 3            |

### Druga runda[3]
| Zwycięzca       | Punkty karne | Wynik        | Przegrany        | Punkty karne |
| --------------- | ------------ | ------------ | ---------------- | ------------ |
| John O’Hara     | 1            | Decyzja, 3:0 | Alois Samec      | 6            |
| Josef Paar      | 1            | Łopatki      | Thure Andersson  | 3            |
| Willy Angst     | 1            | Decyzja, 3:0 | Jaakko Pietilä   | 4            |
| Kálmán Sóvári   | 4            | Decyzja, 2:1 | August Kukk      | 5            |
| Frank Lewis     | 0            | Łopatki      | Joe Schleimer    | 3            |
| Julien Beke     | 3            | Łopatki      | Rashid Anwar     | 6            |
| Hüseyin Erçetin | 3            | Decyzja, 3:0 | William Fox      | 4            |
| Jean Jourlin    | 1            | Łopatki      | Shōichi Masutomi | 6            |

### Trzecia runda[4]
| Zwycięzca       | Punkty karne | Wynik        | Przegrany       | Punkty karne |
| --------------- | ------------ | ------------ | --------------- | ------------ |
| Thure Andersson | 3            | Łopatki      | John O’Hara     | 4            |
| Josef Paar      | 2            | Decyzja, 3:0 | Jaakko Pietilä  | 7            |
| Willy Angst     | 1            | Łopatki      | Kálmán Sóvári   | 7            |
| Frank Lewis     | 0            | Łopatki      | Hüseyin Erçetin | 6            |
| Joe Schleimer   | 3            | Łopatki      | Julien Beke     | 6            |
| Jean Jourlin    | 1            | Bez walki    |                 |              |
|                 |              | Rezygnacja   | William Fox     | -            |

### Czwarta runda[5]
| Zwycięzca       | Punkty karne | Wynik        | Przegrany   | Punkty karne |
| --------------- | ------------ | ------------ | ----------- | ------------ |
| Jean Jourlin    | 2            | Decyzja, 3:0 | Josef Paar  | 5            |
| Thure Andersson | 3            | Łopatki      | Frank Lewis | 3            |
| Joe Schleimer   | 3            | Łopatki      | Willy Angst | 4            |

### Piąta runda[6]
| Zwycięzca       | Punkty karne | Wynik        | Przegrany    | Punkty karne |
| --------------- | ------------ | ------------ | ------------ | ------------ |
| Thure Andersson | 4            | Decyzja, 3:0 | Jean Jourlin | 5            |
| Frank Lewis     | 3            | Łopatki      | Willy Angst  | 7            |
| Joe Schleimer   | 3            | Bez walki    |              |              |

### Szósta runda[7]
| Zwycięzca       | Punkty karne | Wynik     | Przegrany     | Punkty karne |
| --------------- | ------------ | --------- | ------------- | ------------ |
| Thure Andersson | 4            | Łopatki   | Joe Schleimer | 6            |
| Frank Lewis     | 3            | Bez walki |               |              |